# Voz sobre protocolo de internet

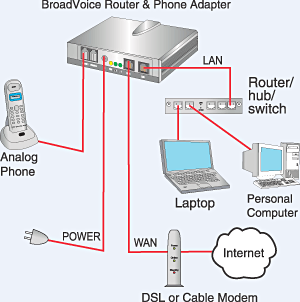
Soluciones típicas basadas en VoIP.

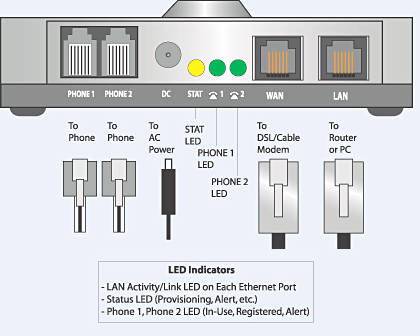
Un típico adaptador de teléfono analógico o ATA, para conectar un teléfono analógico a una red VoIP.

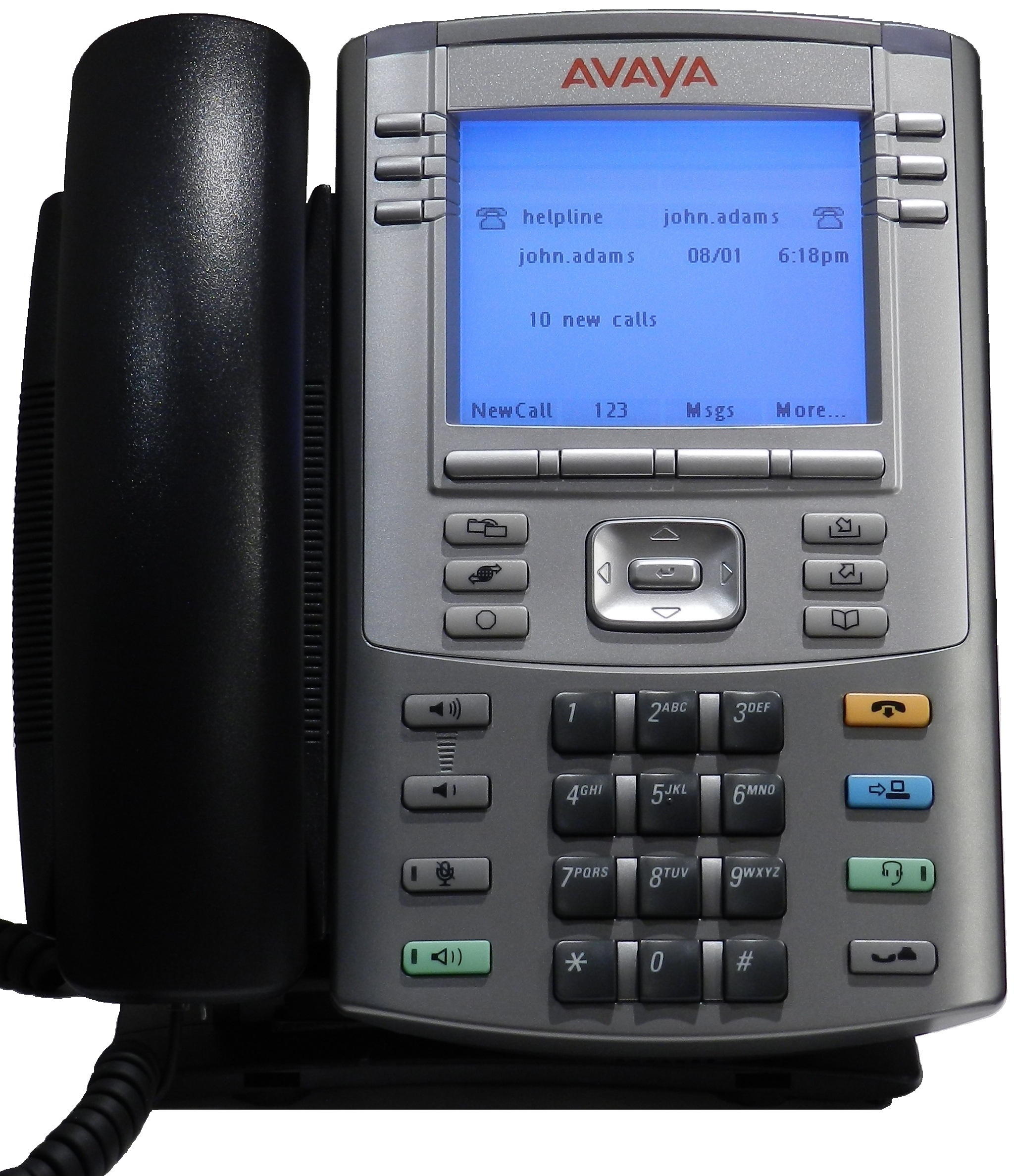
Avaya 1140E VoIP Phone.

Voz sobre protocolo de internet o Voz por protocolo de internet, también llamado voz sobre IP, voz IP, vozIP o VoIP (siglas en inglés de Voice over IP: ‘voz sobre IP’), es un conjunto de recursos que hacen posible que la señal de voz viaje a través de Internet empleando el protocolo IP (Protocolo de Internet). Esto significa que se envía la señal de voz en forma digital, en paquetes de datos, en lugar de enviarla en forma analógica a través de circuitos utilizables solo por telefonía convencional, como las redes PSTN (siglas de Public Switched Telephone Network, red telefónica pública conmutada).
Los protocolos de internet que se usan para enviar las señales de voz sobre la red IP se conocen como protocolos de voz sobre IP o protocolos IP. Estos pueden verse como aplicaciones comerciales de la «red experimental de protocolo de voz» (1973), inventada por ARPANET. La primera disponibilidad comercial de la VoIP se atribuye a la empresa Vocaltec en 1990 
El tráfico de voz sobre IP puede circular por cualquier red IP, incluyendo aquellas conectadas a Internet, como por ejemplo las LAN (local area network: redes de área local).
Es muy importante diferenciar entre voz sobre IP (VoIP) y telefonía sobre IP.
- VoIP es el conjunto de normas, dispositivos, protocolos ―en definitiva, la tecnología― que permite transmitir voz sobre el protocolo IP.
- La telefonía sobre IP es el servicio telefónico disponible al público, por tanto con numeración E.164, realizado con tecnología de VoIP.[2]

## Elementos

### Cliente
El cliente establece las llamadas voz, esta información se recibe a través del micrófono del usuario (entrada de información) se codifica, se empaqueta y, de la misma forma, esta información se decodifica y reproduce a través de los altavoces o auriculares (salida de la información).
Un cliente puede ser un usuario de Skype o un usuario de alguna empresa que venda sus servicios de telefonía sobre IP a través de equipos como ATAs (Adaptadores de teléfonos analógicos) o teléfonos IP, Softphones que se basan en un software que permite realizar llamadas a través de una computadora conectada a internet. Los conmutadores telefónicos virtuales también utilizan este protocolo.

### Servidores
Los servidores se encargan de manejar operaciones de base de datos, realizado en un tiempo real como en uno fuera de él. Entre estas operaciones se tienen la contabilidad, la recolección, el enrutamiento, la administración y control del servicio, el registro de los usuarios.
Usualmente en los servidores se instala software denominados Switches o IP-PBX (conmutadores IP), ejemplos de switches pueden ser "Voipswitch", "Mera", "Nextone" entre otros, y de IP-PBX pueden ser los de Alcatel-Lucent, Cisco o Avaya en marcas comerciales y Asterisk de código abierto.

### Gateways(puertas de enlace o pasarela)
Los gateways (puertas de enlace o pasarela) brindan un puente de comunicación entre todos los usuarios, su función principal es la de proveer interfaces con la telefonía tradicional adecuada, la cual funcionará como una plataforma para los usuarios (clientes) virtuales.
Los gateways se utilizan para terminar la llamada, es decir: el cliente origina la llamada y el gateway termina la llamada, eso es cuando un cliente llama a un teléfono fijo o celular, debe existir la parte que hace posible que esa llamada que viene por internet logre conectarse con un cliente de una empresa telefónica fija o celular.

#### Arquitectura de red
El propio estándar define tres elementos fundamentales en su estructura:
- terminales: son los sustitutos de los actuales teléfonos. Se pueden implementar tanto en software como en hardware.
- gatekeepers: son el centro de toda la organización VoIP, y son el sustituto para las actuales centrales.

Normalmente implementan por software, en caso de existir, todas las comunicaciones que pasen por él.
- gateways: se trata del enlace con la red telefónica tradicional, actuando de forma transparente para el usuario.

Con estos tres elementos, la estructura de la red VoIP podría ser la conexión de dos delegaciones de una misma empresa. La ventaja es inmediata: todas las comunicaciones entre las delegaciones son completamente gratuitas. Este mismo esquema se podría aplicar para proveedores, con el consiguiente ahorro que esto conlleva.
Una voz, al ser digitalizada, se puede transmitir en cualquier red de paquetes.  A continuación se presenta una imagen, interpretada con la herramienta Wireshark, de un flujo de voz sobre protocolo IP.
- protocolos de VoIP: son los lenguajes que utilizarán los distintos dispositivos VoIP para su conexión. Esta parte es importante ya que de ella dependerá la eficacia y la complejidad de la comunicación.
  - Por orden de antigüedad (de más antiguo a más nuevo):
    - H.323: protocolo definido por la ITU-T;
    - SIP: protocolo definido por la IETF;
    - Megaco (También conocido como H.248) y MGCP: protocolos de control;
    - UNIStim: protocolo propiedad de Nortel(Avaya);
    - Skinny Client Control Protocol: protocolo propiedad de Cisco;
    - MiNet: protocolo propiedad de Mitel;
    - CorNet-IP: protocolo propiedad de Siemens;
    - IAX: protocolo original para la comunicación entre PBXs Asterisk (Es un estándar para los demás sistemas de comunicaciones de datos,[cita requerida] actualmente está en su versión 2, IAX2);
    - Skype: protocolo propietario peer-to-peer utilizado en la aplicación Skype;
    - IAX2: protocolo para la comunicación entre PBXs Asterisk en reemplazo de IAX;
    - Jingle: protocolo abierto utilizado en tecnología XMPP;
    - SCCP: protocolo propietario de Cisco;
    - weSIP: protocolo licencia gratuita de voz Telecom.

Como hemos visto VoIP presenta una gran cantidad de ventajas, tanto para las empresas como para los usuarios comunes. La pregunta sería ¿Por qué no se ha implantado aún esta tecnología?. A continuación analizaremos los aparentes motivos, por los que VoIP aún no se ha impuesto a las telefonías convencionales.

### Parámetros de la VoIP
Este es el principal problema que presenta hoy en día la penetración tanto de VoIP como de todas las aplicaciones de IP.
Garantizar la calidad de servicio sobre internet, que solo soporta «mejor esfuerzo» (best effort) y puede tener limitaciones de ancho de banda en la ruta, actualmente no es posible; por eso, se presentan diversos problemas en cuanto a garantizar la calidad del servicio.

#### Códecs
La voz ha de codificarse para poder ser transmitida por la red IP. Para ello se hace uso de códecs que garanticen la codificación y compresión del audio o del video para su posterior decodificación y descompresión antes de poder generar un sonido o imagen utilizable.
Según el códec utilizado en la transmisión, se utilizará más o menos ancho de banda. La cantidad de ancho de banda utilizada suele ser directamente proporcional a la calidad de los datos transmitidos.
Entre los códecs más utilizados en VoIP están G.711, G.723.1 y el G.729 (especificados por la 'ITU-T').
Estos códecs tienen los siguientes anchos de banda de codificación:
- G.711: bit-rate de 56 o 64 kbps.
- G.722: bit-rate de 48, 56 o 64 kbps.
- G.723: bit-rate de 5,3 o 6,4 kbps.
- G.728: bit-rate de 16 kbps.
- G.729: bit-rate de 8 o 13 kbps.

Esto no quiere decir que es el ancho de banda utilizado, ya que hay que sumar el tráfico que añaden las capas inferiores del protocolo TCP/IP. Por ejemplo el códec G729 utiliza 31.5 kbps de ancho de banda en su transmisión.

#### Retardo o latencia
Una vez establecidos los retardos de tránsito y el retardo de procesado la conversación se considera aceptable por debajo de los 150 ms (que viene a ser 1,5 décimas de segundo) y ya produciría retardos importantes.
Pérdida de tramas (frames lost): durante su recorrido por la red IP las tramas se pueden perder como resultado de una congestión de red o corrupción de datos. Además, para tráfico de tiempo real como la voz, la retransmisión de tramas perdidas en la capa de transporte no es práctico por ocasionar retardos adicionales. Por consiguiente, los terminales de voz tienen que retransmitir con muestras de voz perdidas, también llamadas Frame Erasures.
El efecto de las tramas perdidas en la calidad de voz depende de como los terminales gestionen las Frame Erasures.
En el caso más simple si se pierde una muestra de voz el terminal dejará un intervalo en el flujo de voz. Si muchas tramas se pierden, sonará grietoso con sílabas o palabras perdidas.
Una posible estrategia de recuperación es reproducir las muestras de voz previas. Esto funciona bien si sólo unas cuantas muestras son perdidas. Para combatir mejor las ráfagas de errores usualmente se emplean sistemas de interpolación. Basándose en muestras de voz previas, el decodificador predecirá las tramas perdidas. Esta técnica es conocida como packet loss concealment (PLC).
La ITU-T G.113 apéndice I provee algunas líneas de guía de planificación provisional en el efecto de pérdida de tramas sobre la calidad de voz. El impacto es medido en términos de Ie, el factor de deterioro. Este es un número en el cual 0 significa no deterioro. El valor más grande de Ie significa deterioro más grave. La siguiente tabla está derivada de la G.113 apéndice I y muestra el impacto de las tramas perdidas en el factor Ie.

#### Calidad del servicio
Para mejorar el nivel de servicio, se ha apuntado a disminuir los anchos de banda utilizados, para ello se ha trabajado bajo las siguientes iniciativas:
- La supresión de silencios, otorga más eficiencia a la hora de realizar una transmisión de voz, ya que se aprovecha mejor el ancho de banda al transmitir menos información.
- Compresión de cabeceras aplicando los estándares RTP/RTCP.

Para la medición de la calidad de servicio QoS, existen cuatro parámetros como el ancho de banda, retraso temporal (delay), variación de retraso (jitter) y pérdida de paquetes.
Para solucionar este tipo de inconvenientes, en una red se puede implementar tres tipos básicos de QoS:
- Entrega de mejor esfuerzo (best effort): este método simplemente envía paquetes a medida que los va recibiendo, sin aplicar ninguna tarea específica real. Es decir, no tiene ninguna prioridad para ningún servicio, solo trata de enviar los paquetes de la mejor manera.
- Servicios Integrados: este sistema tiene como principal función preacordar un camino para los datos que necesitan prioridad, además esta arquitectura no es escalable, debido a la cantidad de recursos que necesita para estar reservando los anchos de banda de cada aplicación. RSVP (resource reservation protocol) fue desarrollado como el mecanismo para programar y reservar el ancho de banda requerido para cada una de las aplicaciones que son transportados por la red.
- Servicios Diferenciados: este sistema permite que cada dispositivo de red tenga la posibilidad de manejar los paquetes individualmente, además cada router y switch puede configurar sus propias políticas de QoS, para tomar sus propias decisiones acerca de la entrega de los paquetes. Los servicios diferenciados utilizan 6 bits en la cabecera IP (DSCP: Differentiated Services Code Point). Los servicios para cada DSCP son los siguientes:

| Servicio                  | Característica |
| ------------------------- | --- |
| Best Effort               | No ofrece garantías |
| Assured Forwarding (AF)   | Asegura un trato preferente, si los valores de DSCP son más altos, tendrá mayor prioridad el tráfico y disminuye la posibilidad de ser eliminado por congestión. |
| Expedited Forwarding (EF) | Utilizada para dar el mayor servicio, por ende, es la que brinda más garantías (utilizada para tráfico de voz o video).                                          |

- La priorización de los paquetes que requieran menor latencia. Las tendencias actuales son:
  - PQ (Priority Queueing): Este mecanismo de priorización se caracteriza por definir 4 colas con prioridad Alta, media, normal y baja, Además, es necesario determinar cuales son los paquetes que van a estar en cada una de dichas colas, sin embargo, si estas no son configuradas, serán asignadas por defecto a la prioridad normal. Por otra parte, mientras que existan paquetes en la cola alta, no se atenderá ningún paquete con prioridad media hasta que la cola alta se encuentre vacía, así para los demás tipos de cola.
  - WFQ (Weighted fair queuing): Este método divide el tráfico en flujos, proporciona una cantidad de ancho de banda justo a los flujos activos en la red, los flujos que son con poco volumen de tráfico serán enviados más rápido. Es decir, WFQ prioriza aquellas aplicaciones de menor volumen, estas son asociadas como más sensibles al retardo (delay) como VoIP. Por otra parte, penaliza aquellas que no asocia como aplicaciones en tiempo real como FTP.
  - CQ (Custom Queueing): Este mecanismo asigna un porcentaje de ancho de banda disponible para cada tipo de tráfico (voz, vídeo y/o datos), además específica el número de paquetes por cola. Las colas son atendidas según Round Robin (RR). El método RR asigna el ancho de banda a cada uno de los diferentes tipos de tráfico existentes en la red. Con este método no es posible priorizar tráfico ya que todas las colas son tratadas de igual manera.

- La implantación de IPv6, que proporciona mayor espacio de direccionamiento y la posibilidad de tunneling.

## Estándares

### H.323
Definido en 1996 por la UIT (Unión Internacional de Telecomunicaciones) proporciona a los diversos fabricantes una serie de normas con el fin de que puedan evolucionar en conjunto.

#### Características principales
Por su estructura el estándar proporciona las siguientes ventajas:
- Permite controlar el tráfico de la red, por lo que se disminuyen las posibilidades de que se produzcan caídas importantes en el rendimiento. Las redes soportadas en IP presentan las siguientes ventajas adicionales:
- Es independiente del tipo de red física que lo soporta. Permite la integración con las grandes redes de IP actuales.
- Es independiente del hardware utilizado.
- Permite ser implementado tanto en software como en hardware, con la particularidad de que el hardware supondría eliminar el impacto inicial para el usuario común.
- Permite la integración de Vídeo y TPV.
- Proporciona un enlace a la red de telefonía tradicional.
- Esta telefonía ha evolucionado tanto, que hasta los 800's que son números no geográficos, pueden llamar a una línea IP.
- Lo que anteriormente era una central telefónica con mucha infraestructura, ahora se resume en un software instalable en un pequeño servidor con las mismas funcionalidades.

### Protocolo de inicio de sesión
El "protocolo de inicio de sesión" (Session Initiation Protocol, 'SIP') es un protocolo reciente de amplio uso en la actualidad.

### VoIP no es un servicio, es una tecnología
En muchos países del mundo, IP ha generado múltiples discordias, entre lo territorial y lo legal sobre esta tecnología, está claro y debe quedar claro que la tecnología de VoIP no es un servicio como tal, sino una tecnología que usa el protocolo de internet (IP) a través de la cual se comprimen y descomprimen de manera altamente eficiente paquetes de datos o datagramas, para permitir la comunicación de dos o más clientes a través de una red como la red de internet. Con esta tecnología pueden prestarse servicios de Telefonía o Videoconferencia, entre otros.
No debemos confundir VoIP (Voz sobre IP) con VoLTE (Voz sobre LTE). Inclusive, en las redes de telefonía móvil de cuarta generación (4G), no todas emplean VoLTE, pues en muchos casos, se utiliza 4G para datos, pero al realizar una llamada, el canal de voz emplea la tecnología 3,5G metodología conocida como VoLGA.  En la imagen que sigue, se puede apreciar este método de funcionamiento.

La voz sobre IP es la tecnología que permite enviar y recibir "paquetes de información" que contienen voz cuyo origen fue analógico, pero que ha pasado por el proceso de: Muestreo - Cuantificación y Codificación, de forma tal que ha sido "digitalizada" para tratarse como cualquier otro paquete, con la salvedad que "VoIP" puede hacer uso de los 6 bits del encabezado IP denominado "Servicios Diferenciados", todo esto sin poder ofrecer una garantía de entrega y recepción cuando transita fuera de la propia red.
En el caso de VoLTE, la Operadora de Telefonía es responsable de organizar todo el servicio, dispositivos, plataformas y redes para que sí garantice de extremo a extremo los valores de Servicios diferenciados que se establecen según 3GPP.

## Funcionalidad
VoIP puede facilitar tareas que serían más difíciles de realizar usando las redes telefónicas comunes:
- Las llamadas telefónicas locales pueden ser automáticamente enrutadas a un teléfono VoIP, sin importar dónde se esté conectado a la red. Uno podría llevar consigo un teléfono VoIP en un viaje, y en cualquier sitio conectado a internet, se podría recibir llamadas.
- Números telefónicos gratuitos para usar con VoIP están disponibles en Estados Unidos de América, Reino Unido y otros países con organizaciones de usuarios VoIP.
- Los agentes de call center usando teléfonos VoIP pueden trabajar en cualquier lugar con conexión a internet lo suficientemente rápida.
- Algunos paquetes de VoIP incluyen servicios extra por los que PSTN (red pública telefónica conmutada) normalmente cobra un cargo extra, o que no se encuentran disponibles en algunos países, como son las llamadas de 3 a la vez, retorno de llamada, remarcación automática, o identificación de llamada.

## Móvil
Los usuarios de VoIP pueden viajar a cualquier lugar en el mundo y seguir haciendo y recibiendo llamadas de la siguiente forma:
- Los subscriptores de los servicios de las líneas telefónicas pueden hacer y recibir llamadas locales fuera de su localidad. Por ejemplo, si un usuario tiene un número telefónico en la ciudad de Nueva York y está viajando por Europa y alguien llama a su número telefónico, esta se recibirá en Europa. Además, si una llamada es hecha de Europa a Nueva York, esta será cobrada como llamada local, por supuesto el usuario de viaje por Europa debe tener una conexión a internet disponible.
- Los usuarios de mensajería instantánea basada en servicios de VoIP pueden también viajar a cualquier lugar del mundo y hacer y recibir llamadas telefónicas.
- Los teléfonos VoIP pueden integrarse con otros servicios disponibles en internet, incluyendo videoconferencias, intercambio de datos y mensajes con otros servicios en paralelo con la conversación, audio conferencias, administración de libros de direcciones e intercambio de información con otros (amigos, compañeros, etcétera).

## Ventajas
La principal ventaja de este tipo de servicios es que evita los cargos altos de telefonía (principalmente de larga distancia) que son usuales de las compañías de la red pública telefónica conmutada (PSTN).
El desarrollo de códecs para VoIP (aLaw, G.729, G.723, etc.) ha permitido que la voz se codifique en paquetes de datos cada vez más pequeños. Esto deriva en que las comunicaciones de voz sobre IP requieran anchos de banda muy reducidos. Junto con el avance permanente de las conexiones ADSL en el mercado residencial, este tipo de comunicaciones están siendo muy populares para llamadas internacionales.
Hay dos tipos de servicio de PSTN a VoIP:
1. Marcado entrante directo' (Direct Inward Dialling: DID'): conecta a quien hace la llamada directamente con el usuario VoIP, mientras que los números de acceso requieren que este introduzca el número de extensión del usuario de VoIP.
2. Números de acceso: son usualmente cobrados como una llamada local para quien hizo la llamada desde la PSTN y gratis para el usuario de VoIP.

## Desventajas
- Calidad de la llamada: es un poco inferior a la telefónica, ya que los datos viajan en forma de paquetes, es por eso que se pueden tener algunas pérdidas de información y demora en la transmisión. El problema en si de la VoIP no es el protocolo sino la red IP, ya que esta no fue pensada para dar ese tipo de garantías. Otra desventaja es la latencia, ya que cuando el usuario está hablando y otro usuario está escuchando, no es adecuado tener 200ms (milisegundos) de pausa en la transmisión. Cuando se va a utilizar VoIP, se debe controlar el uso de la red para garantizar una transmisión de calidad.
- Robos de datos: un cracker puede tener acceso al servidor de VoIP y a los datos de voz almacenados y al propio servicio telefónico para escuchar conversaciones o hacer llamadas gratuitas a cargo de los usuarios.
- Virus en el sistema: en el caso en que un virus infecta algún equipo de un servidor VoIP, el servicio telefónico puede quedar interrumpido. También pueden verse afectados otros equipos que estén conectados al sistema. Suplantaciones de ID y engaños especializados. Si uno no está bien protegido pueden sufrir fraudes por medio de suplantación de identidad.

## Repercusión en el comercio
La voz sobre IP está abaratando las comunicaciones internacionales y mejorando por tanto la comunicación entre proveedores y clientes, o entre delegaciones del mismo grupo.
Así mismo, la voz sobre IP se está integrando, a través de aplicaciones específicas, en portales web. Así como aplicaciones compatibles con Android e iPhone. De esta forma los usuarios pueden establecer que una empresa en concreto les llame a una hora determinada, que se efectuará a través de un operador de voz IP normalmente.
El ancho de banda creciente a nivel mundial, y la optimización de los equipos de capa 2 y 3 para garantizar el QoS (Quality of Service) de los servicios de voz en tiempo real hace que el futuro de la voz sobre IP sea muy prometedor.
En Estados Unidos los proveedores de voz sobre IP como Vonage consiguieron una importante cuota de mercado. En España, gracias a las tarifas planas de voz, los operadores convencionales consiguieron evitar el desembarco masivo de estos operadores. Sin embargo la expansión de esta tecnología está viniendo de mano de los desarrolladores de sistemas como Cisco y Avaya que integran en sus plataformas redes de datos y voz. Otros fabricantes de centrales como innovaphone, ShoreTel, Panasonic, Alcatel-Lucent, Nortel Networks, Matra, Samsung y LG también desarrollan soluciones corporativas de voz sobre IP en sus equipos de telecomunicaciones privados.
Para las corporaciones internacionales que pueden contar con sistemas punteros y anchos de banda óptimos, las centrales que manejan VoIP (IPPBX) se han convertido en un equipo muy conveniente. Pero las pequeñas y medianas empresas deben de evaluar ciertos temas: Esta tecnología opera con sistemas operativos (Windows/Linux) que presentan ciertos problemas de estabilidad. Además la red IP no fue diseñada para dar garantías. Además algunos proveedores para abaratar costos ofrecen centrales ensambladas en un ordenador o una PC, los cuales enfrentan otro tipo de problemas, como las fallas en sus componentes (Discos Duros, Ventiladores y Fuentes de Alimentación), se debe de prever también el cambio de los aparatos telefónicos tradicionales, ya que esta tecnología trabaja con teléfonos especiales (IP o SIP) a menos que se incorporen equipos especiales.
La buena noticia es que todas las funciones extra que pueden brindarle las centrales IP pueden obtenerse con sus centrales tradicionales, solo se deben conectar ciertos módulos que incorporan la tecnología VoIP a sus necesidades. Todos sabemos que la calidad de transmisión de las centrales tradicionales todavía es superior. En realidad es que ya nos acostumbramos a la confiabilidad y a la fácil configuración de los equipos tradicionales, los cuales manejan lenguajes de programación muy sencillos.